# جون لانسينغ الابن
كان جون تين إيك لانسينغ الابن (30 يناير 1754 - اختفى في 12 ديسمبر 1829)، أحد الآباء المؤسسين للولايات المتحدة، ومحاميًا وقاض وسياسيًا.
ولد لانسينغ ونشأ في ألباني بولاية نيويورك، وتلقى تدريبه في المحاماة، وانخرط لفترة طويلة في السياسة والحكومة. وأثناء الثورة الأمريكية كان نائبًا عسكريًا للجنرال فيليب شويلر. خدم لانسينغ في جمعية ولاية نيويورك من 1781 إلى 1784، وفي 1786 و1789؛ وشغل منصب رئيس الجمعية في عامي 1786 و1789؛ وشغل منصب عضو في كونغرس الكونفدرالية عام 1785؛ وشغل منصب عمدة ألباني من 1786 إلى 1790. وكان مندوبًا إلى الاجتماع الدستوري الفيدرالي في 1787، لكنه انسحب منه في يوليو بسبب معارضته لدستور الولايات المتحدة المقترح لأنه ينتهك حقوق الدولة والفرد. وكان مندوبًا إلى مؤتمر الإقرار في نيويورك في يونيو 1788، لكنه لم يتمكن من منع الموافقة على الدستور.
وفي 1790، كان لانسينغ عضوًا في اللجنة التي حسمت الحدود بين نيويورك وفيرمونت، جزءٌ من إجراءات قبول فيرمونت في الاتحاد باعتبارها الولاية الرابعة عشرة عام 1791. وكان قاضيًا في المحكمة العليا لنيويورك من 1790 إلى 1798، ورئيسًا للقضاة من 1798 إلى 1801. وكان أيضًا مستشار محكمة نيويورك من 1801 إلى 1814، وكان في 1817 مفوضًا خاصًا لحل مطالبات مدينة نيويورك ومقاطعة نيويورك بالأراضي في فيرمونت. وكان من 1817 حتى وفاته، وصيًا على جامعة ولاية نيويورك. اختفى لانسينغ في ديسمبر 1829، بعد مغادرته غرفته الفندقية في مدينة نيويورك لإرسال رسالة. لم يُعثر على أي أثر له، ولا يزال ما حدث للانسينغ مجهولًا.

## سيرته المهنية
درس لانسينغ القانون مع روبرت ييتس في ألباني، وأخذ تصريحه لممارسة المحاماة في 1775. عمل لانسينغ بين عامي 1776 و1777، خلال الحرب الثورية، أمينًا عسكريًا للجنرال فيليب شويلر. وكان بعد ذلك عضوًا في جمعية ولاية نيويورك من 1780 إلى 1784، وفي عامي 1785-1786، و1788-1789، وكان رئيسًا لها خلال الفترتين الأخيرتين. مثّل نيويورك في كونغرس الكونفدرالية عام 1785.
وفي 1786، عُين لانسينغ عمدة لألباني. ومثل نيويورك من بين ثلاثة ممثلين في الاجتماع الدستوري عام 1787، إذ كان ينوي اتباع رغبات الهيئة التشريعية في نيويورك وتعديل وثائق الكونفدرالية السارية فقط. لكن، مع تقدم الاجتماع، بات متخوفًا لأن الاجتماع، في رأيه، تجاوز تفويضه بكتابة دستور جديد تمامًا. تطلع لانسينغ إلى رؤية الوثائق معززة من خلال منحها مصدرًا للإيرادات، وسلطة لتنظيم التجارة، وإنفاذ المعاهدات. وانضم إلى معارضي الفيدرالية البارزين الآخرين الذين عارضوا بشدة أفكار ألكسندر هاملتون وجيمس ويلسون وجيمس ماديسون حول حكومة وطنية مركزية قوية تستبدل الوثائق.
عارض لانسينغ، إلى جانب زميله مندوب نيويورك ييتس، وكذلك لوثر مارتن من ماريلاند وجورج ماسون من فرجينيا، دستور الولايات المتحدة المقترح حديثًا معارضة شديدة لأنهم اعتقدوا أنه فاسد بشكل أساسي وأنه ينتهك سيادة الولايات المستقلة بينما لا يفعل ما يكفي لضمان الحريات الفردية. انسحب كل من لانسينغ وييتس من المؤتمر بعد ستة أسابيع وشرحا رحيلهما في رسالة مشتركة إلى حاكم نيويورك جورج كلينتون. لم يوقع أي منهما على الدستور. وفي مؤتمر الإقرار في نيويورك الذي أعقب ذلك، تولى لانسينغ، إلى جانب ميلانكتون سميث، زمام المبادرة في المناقشات بصفتهما زعيمين للأغلبية المناهضة للفيدرالية. فشلت محاولاتهما لمنع الإقرار في النهاية بفارق ضئيل في الأصوات بلغ 30 مقابل 27.
عُين لانسينغ قاضيًا في المحكمة العليا لولاية نيويورك عام 1790، وفي 15 فبراير 1798، رُقي إلى منصب رئيس القضاة. وفي 1801، أصبح أيضًا المستشار الثاني لنيويورك، خلفًا لروبرت آر. ليفينغستون. وفي 1814، أصبح لانسينغ وصيًا على جامعة ولاية نيويورك.